# Вахринка
Вахринка — река в России, протекает в Большесосновском районе Пермского края. Длина реки составляет 12 км.
Начинается на восточной части урочища Дровосек, течёт в общем юго-восточном направлении через перелески мимо нежилой деревни Вахрино и деревни Осиновка. Устье реки находится в 99 км по правому берегу реки Сива.

## Данные водного реестра
По данным государственного водного реестра России относится к Камскому бассейновому округу, водохозяйственный участок реки — Кама от Воткинского гидроузла до Нижнекамского гидроузла, без рек Буй (от истока до Кармановского гидроузла), Иж, Ик и Белая, речной подбассейн реки — бассейны притоков Камы до впадения Белой. Речной бассейн реки — Кама.
Код объекта в государственном водном реестре — 10010101412111100015465.